# Emmy (cantant)
Emmy Kristine Guttulsrud Kristiansen (nascuda el 13 de setembre de 2000), coneguda amb el monònim Emmy, és una cantant i compositora noruega. Va ser escollida per representar Irlanda al Festival de la Cançó d'Eurovisió 2025 amb la cançó «Laika Party».

## Biografia
Kristiansen prové del poble de Sande al municipi de Holmestrand. De petita cantava en un cor, entre altres iniciatives. Després que el seu germà gran Erlend ja hagués participat en el programa musical juvenil MGPjr emès per NRK el 2011, també hi va participar el 2015. Kristiansen hi va competir a 14 anys amb la cançó «Aiaiaiai».
El 2021, Emmy va participar al Melodi Grand Prix, la final nacional noruega del Festival de la Cançó d'Eurovisió 2021. Allà es va classificar per a la final amb la seva cançó «Witch Woods» a la tercera semifinal. A la final, no va poder col·locar-se entre les quatre primeres candidates. Al Melodi Grand Prix 2024, Kristiansen va participar com a compositora de la cançó «Woman Show» de Mathilde SPZ, Chris Archer i Slam Dunk. A més del seu treball a Noruega, també va aconseguir una seguidors fora del seu país d'origen a través del seu compte de TikTok, on va aplegar més d'un milió de seguidors.
El gener de 2025, va anunciar que participaria a Eurosong 2025, la final nacional irlandesa del Festival de la Cançó d'Eurovisió 2025 amb la cançó «Laika Party», escrita en col·laboració amb un compositor irlandès. A la final nacional, va guanyar tant la votació del jurat nacional com la del públic, i es va guanyar el dret de representar Irlanda.